# Nourataou

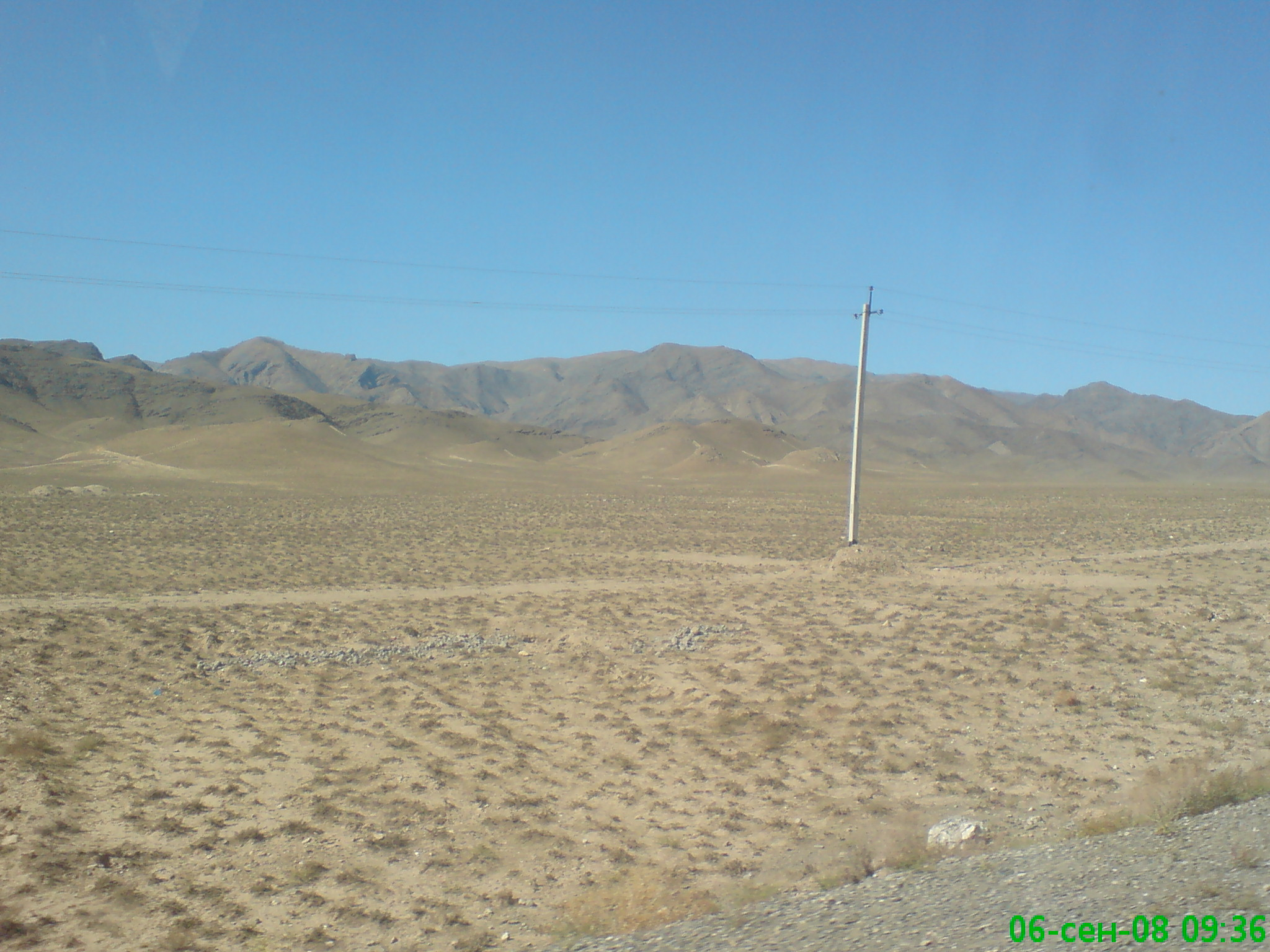
Le Nourataou au bord du désert du Kyzylkoum.

Le Nourataou, ou Nourota (en ouzbek : Nurota tog'lari ; en Modèle:Lamg-ru ou Нурати́нский хребе́т), est une chaîne montagneuse d'Ouzbékistan qui fait partie du système montagneux Hissaro-Alaï.
Il est limité au sud par le désert du Kyzylkoum. À l'est, il est séparé du Malgouzar par la Porte de Tamerlan, formée par le Sanzar.
La chaîne s'étend sur une longueur de 170 km. Son sommet le plus élevé est le mont Zargar (2 165 m). Elle est surtout formée de grès, de roches calcaires et de roches magmatiques. Ses crêtes sont aplaties et son versant nord est le plus pentu avec parfois des parois à pic. Son versant sud est moins pentu, se terminant en collines avec de petites rivières.
La végétation sur ses pentes est de type steppique avec quelques petits buissons. Le versant sud abrite des oasis avec des vergers. Une partie de la chaîne est protégée par la réserve naturelle du Nourataou.

## Source
- (ru) Cet article est partiellement ou en totalité issu de l’article de Wikipédia en russe intitulé « Нуратау » (voir la liste des auteurs).